# Sedum prasinopetalum
Sedum prasinopetalum är en fetbladsväxtart som beskrevs av Fröderstr.. Sedum prasinopetalum ingår i Fetknoppssläktet som ingår i familjen fetbladsväxter. Inga underarter finns listade i Catalogue of Life.